# Basílica de Santa Maria em Trastevere
Santa Maria in Trastevere ou Basílica de Santa Maria em Trastevere é uma igreja titular e uma basílica menor localizada no rione Trastevere em Roma, Itália, e uma das mais antigas igrejas de Roma. A planta básica e o formato das paredes do edifício são da década de 340, mas todo o resto da estrutura é do período entre 1140 e 1143. O primeiro santuário no local, uma igreja doméstica, foi construído entre 221 e 227 pelo papa Calisto I e reformado pelo papa Júlio I. A igreja está decorada por importantes mosaicos do final do século XIII, obra de Pietro Cavallini.
O português cardeal D. Miguel da Silva, após ter falecido na sua residência de Roma, a 5 de Junho de 1556, foi enterrado no pórtico desta igreja.
O cardeal-presbítero protetor do título de Santa Maria além do Tibre é Carlos Osoro Sierra, arcebispo de Madrid.

## História
A inscrição do trono episcopal afirma que esta foi a primeira igreja dedicada a Maria, apesar de haver uma disputa pela honraria com a Santa Maria Maggiore. Não resta dúvida, porém, de que se trata de uma das mais antigas igrejas de Roma. Uma igreja doméstica cristã foi fundada no local por volta de 220 pelo papa São Calisto I (r. 217–222) no local da "Taberna meritoria", um refúgio para soldados aposentados. A área foi entregue para uso dos cristãos pelo imperador romano Alexandre Severo depois de uma intervenção numa disputa entre cristãos e taberneiros locais. Segundo o "Liber Pontificalis", o imperador teria dito: "Prefiro que o local pertença aos que honram Deus, seja qual for a sua forma de adoração". Em 340, o papa Júlio I (r. 337–352) reconstruiu o edifício, já conhecido na época como "Titulus Callixti", em escala bem maior e o local passou a ser chamado de "Titulus Iulii", uma das vinte e cinco paróquias originais de Roma.
A igreja passou por duas reformas, uma no século V e outra no VIII. Entre 1140 e 1143, a igreja foi completamente reconstruída a partir de suas fundações pelo papa Inocêncio II. Inocêncio arrasou a antiga igreja, inclusive o recém-completado túmulo do antipapa Anacleto II], seu antigo rival, e fez com que seu próprio túmulo ficasse no local.
Os capiteis jônicos ricamente decorados utilizados na nave foram reaproveitados ou das ruínas dos Banhos de Caracala ou do vizinho Templo de Ísis no Janículo. Quando estudiosos do século XIX identificaram os rostos de Ísis, Serápis e Harpócrates esculpidos neles, uma reforma patrocinada pelo papa Pio IX em 1870 destruiu-los a marteladas.

## Exterior
O campanário românico é do século XII. Perto do topo, um nicho abriga um mosaico da Madona com o Menino. Acredita-se que os mosaicos na fachada sejam do século XII. Eles representam a Madona entronizada amamentando o Menino Jesus e flanqueada por dez mulheres segurando lamparinas. Esta imagem da Virgem Amamentando é um dos mais antigos exemplos de um tipo de imagem de Maria muito popular no final da Idade Média e no Renascimento, um motivo muito mais antigo cujos exemplares mais antigos estão nas ruínas coptas de Uádi Natrum, no Egito.
A fachada foi restaurada por Carlo Fontana em 1702, que substituiu o antigo pórtico de telhado inclinado pelo atual, neoclássico. A fonte octogonal na praça em frente da igreja (Piazza di Santa Maria in Trastevere), que já aparece num mapa de 1472, também foi restaurada por Carlo Fontana

## Interior
A nave atual preserva o plano basilical original, anterior ao século XII, está sobre a fundação original. As 22 colunas de granito com capiteis jônicos e coríntios que separam a nave dos corredores são das ruínas dos Banhos de Caracala, de onde veio também o lintel da porta principal. Dentro da igreja estão diversos mosaicos do século XIII de Pietro Cavallini que representam a "Vida da Virgem" (1291), centrados na "Coroação da Virgem" na semicúpula da abside. Uma "Assunção da Virgem" octogonal (1617), obra de Domenichino, está encaixada no centro do teto em caixotões projetado por ele.
A quinta capela à esquerda é a "Capela Ávila", projetada por Antonio Gherardi. Esta e sua "Capela de Santa Cecília", em San Carlo ai Catinari, são duas das mais inovadoras capelas do final do século XVII em Roma. A seção mais baixa da capela é bem escura e abriga formas no estilo de Borromini. Na cúpula, há um óculo do qual emergem quatro putti carregando um tempietto central, um conjunto que emoldura a bem iluminada câmara superior, cuja luz vem janelas invisíveis da altura do piso. A igreja preserva algumas relíquias: a cabeça de Santa Apolônia e um pedaço da Santa Esponja. Entre os que estão sepultados na igreja estão o papa São Calisto I, papa Inocêncio II, antipapa Anacleto II e os cardeais Filipe d'Alençon e Lorenzo Campeggio.

## Galeria

Imagens da igreja
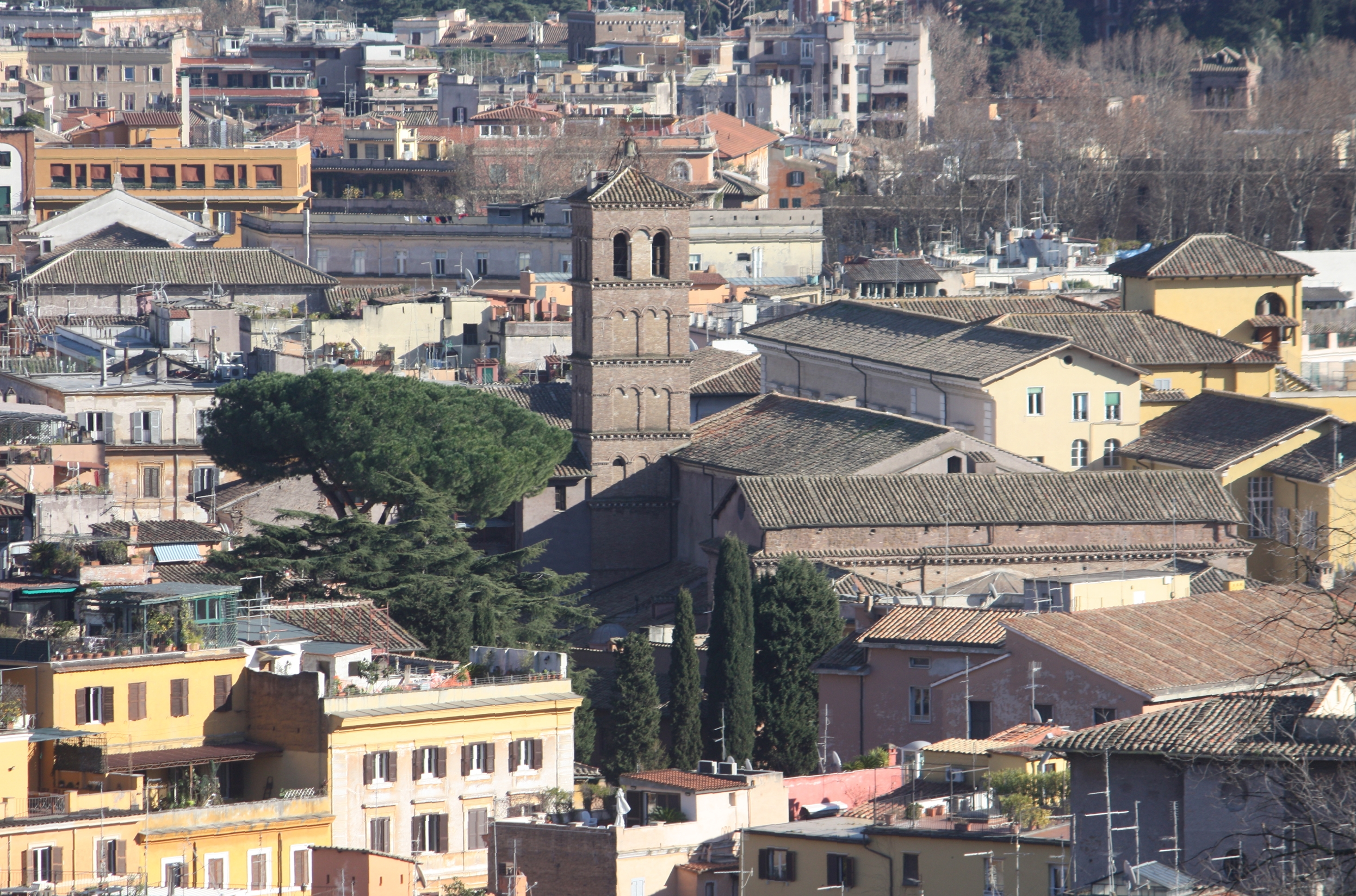
Vista a partir do Janículo.
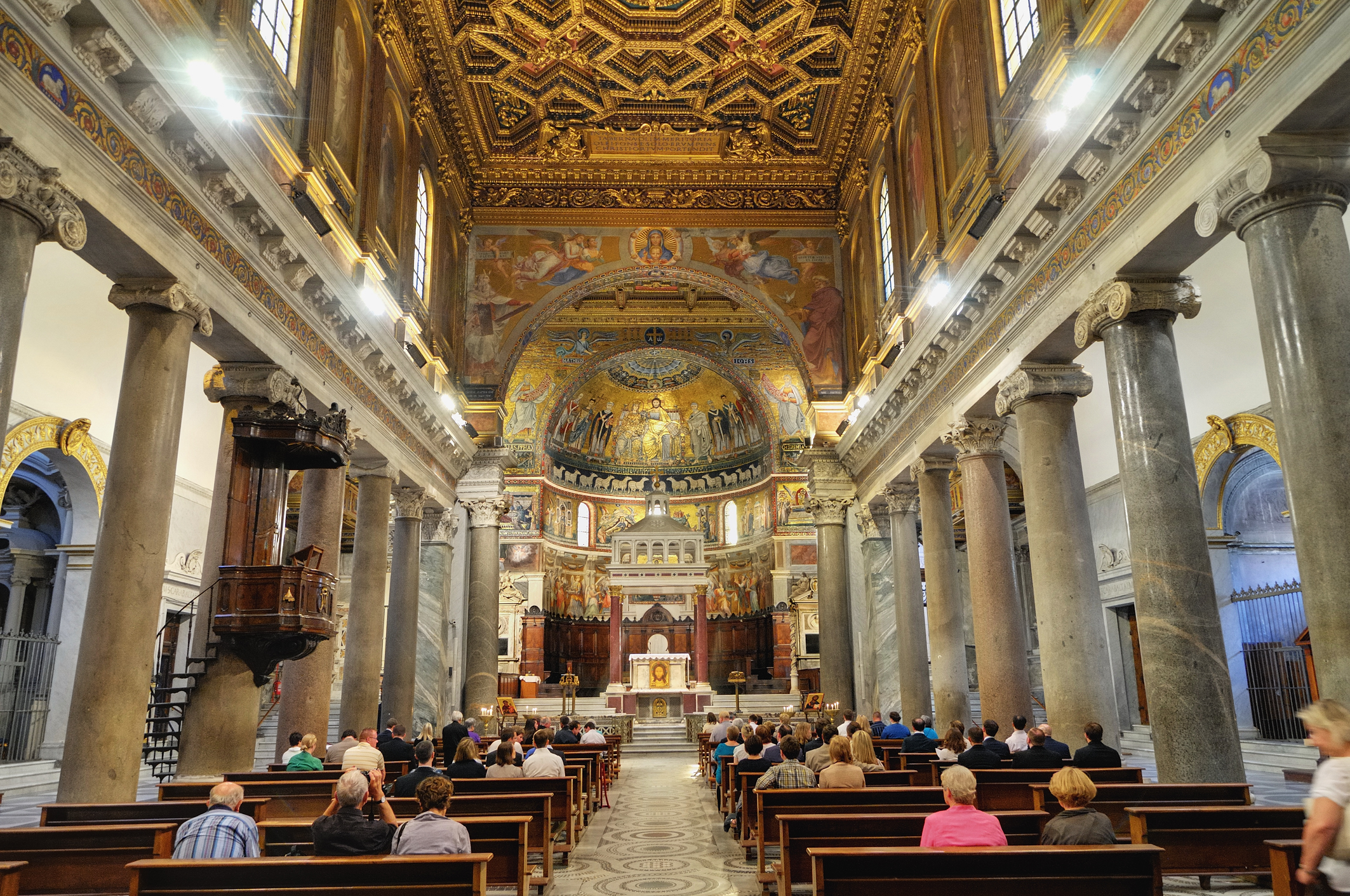
Vista do interior
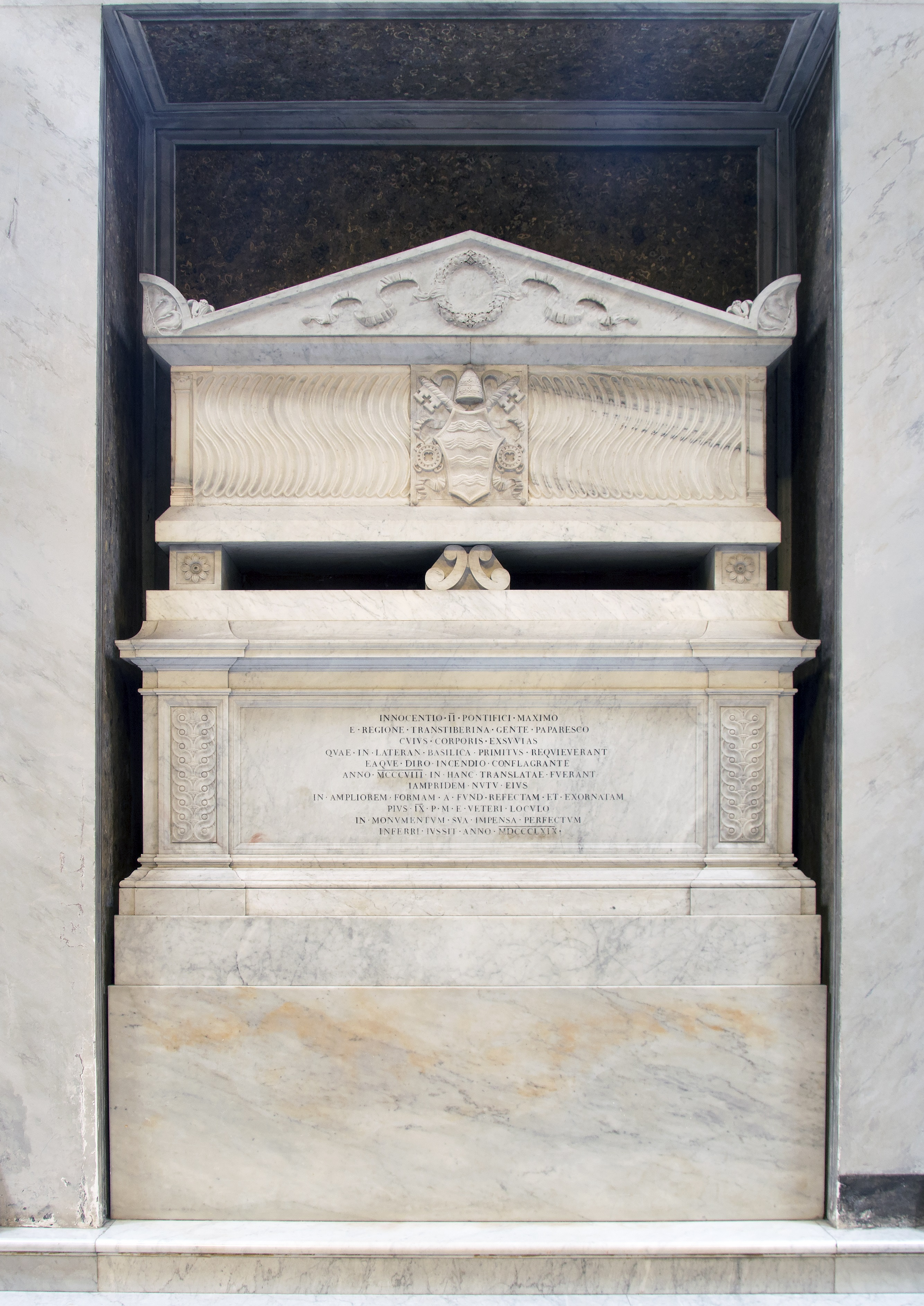
Túmulo do papa Inocêncio II
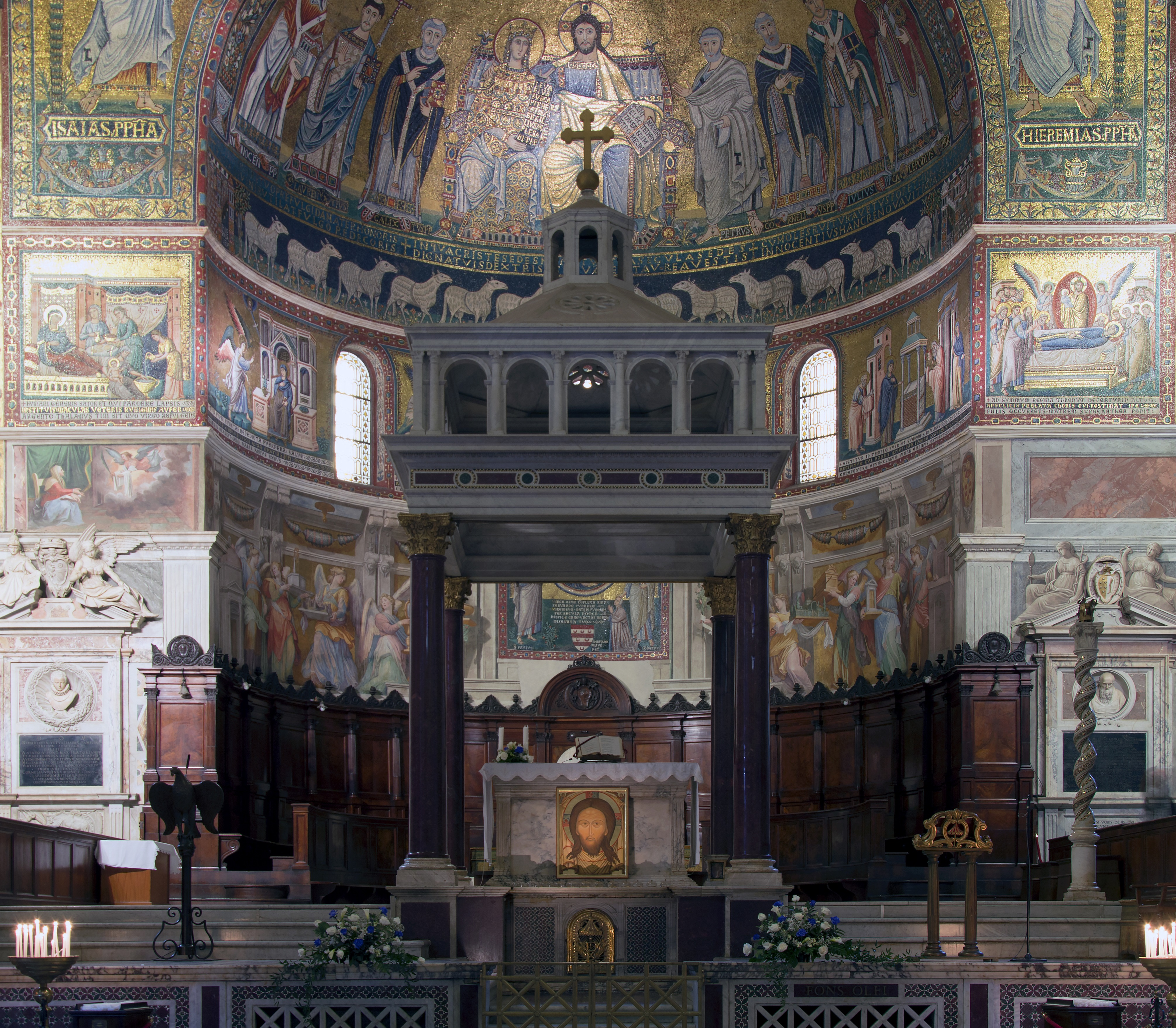
Altar-mor
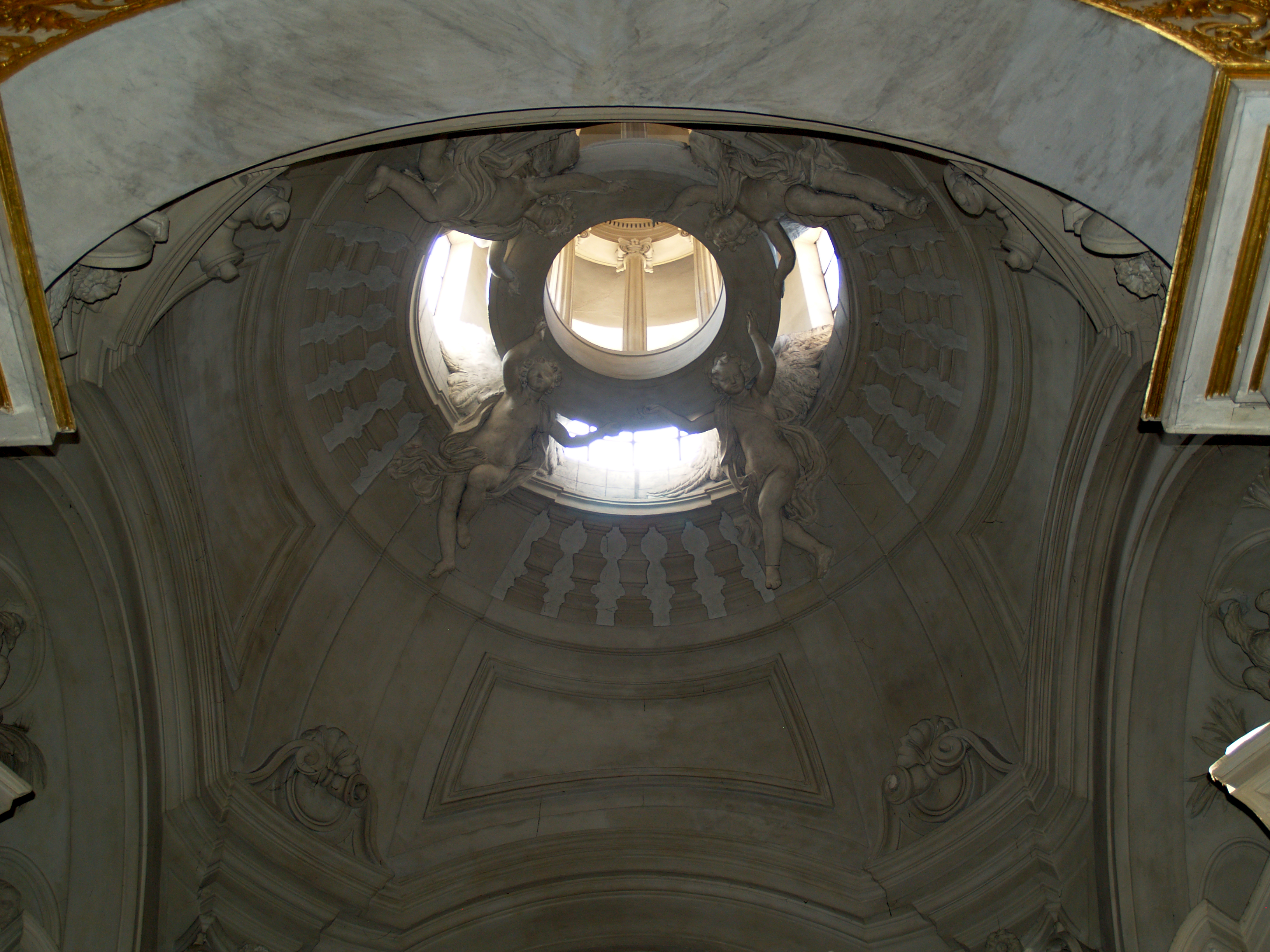
Capela Ávila, de Antonio Gherardi
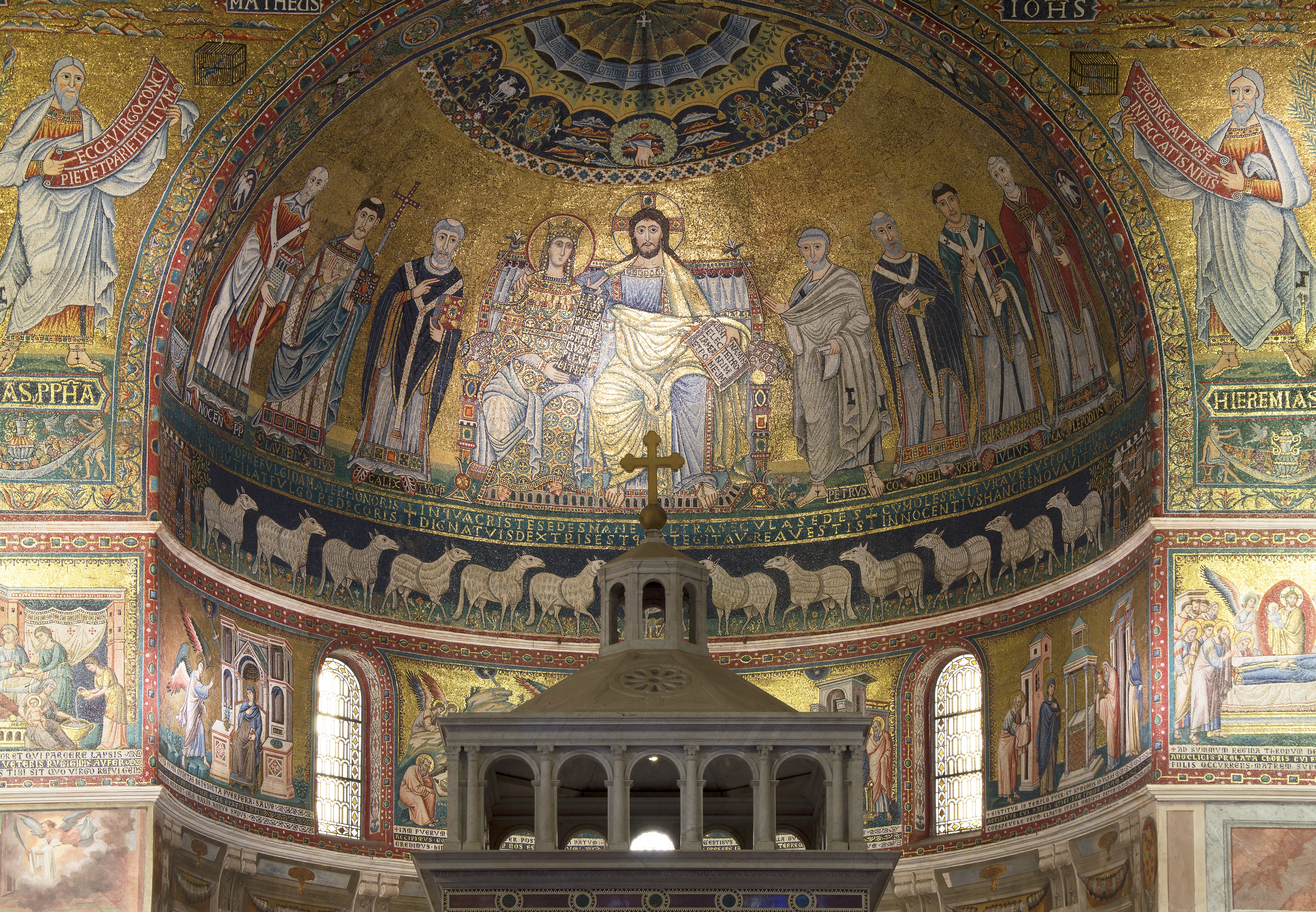
"Coroação da Virgem" na semicúpula da abside